# Sega System 1
La Sega System 1 fue una placa arcade producida por Sega entre 1983 y 1987. Por casi toda su existencia coexistió juntó con la Sega System 2 (producida entre 1985 y 1988, y por esta casa, tenían características similares, siendo la única gran diferencia la existencia de dos circuitos del tablero en el System 2 en lugar de uno). En sus cuatro años de vida, fueron producidos algo más de 20 juegos, incluyendo Choplifter, Flicky, Pitfall II: Lost Caverns y Wonder Boy.

## Características
- CPU principal: Zilog Z80 @ 4 MHz
- Sonido: Z80 @ 4 MHz
- Chips de sonido: SN76496 @ 4 MHz y SN76496 @ 2 MHz
- Resolución de video: 256 x 224